# Onthophagus phuquoci
Onthophagus phuquoci är en skalbaggsart som beskrevs av Renaud Maurice Adrien Paulian 1945. Onthophagus phuquoci ingår i släktet Onthophagus och familjen bladhorningar. Inga underarter finns listade i Catalogue of Life.